# إنديانا
إنديانا أو إنديانة (بالإنجليزية: Indiana)‏ هي ولاية أمريكية تقع في مناطق الغرب الأوسط والبحيرات الكبرى في أمريكا الشمالية. ترتيب إنديانا هو الثامن والثلاثين من حيث المساحة والسادس عشر من حيث عدد السكان بين الولايات الأمريكية الخمسين. عاصمتها وأكبر مدنها هي إنديانابوليس. وقد أدخلت إنديانا في الاتحاد في 11 ديسمبر 1816 وكان ترتيبها التاسع عشر.
كانت تسكنها العديد من الثقافات والقبائل الهندية الأصلية منذ آلاف السنين. أصبحت مقاطعة تابعة للولايات المتحدة وقد عكس الاستيطان في إنديانا الجانب الثقافي والإقليمي في شرق الولايات المتحدة؛ تم استيطان الجزء الشمالية للولاية من قبل أهل نيو إنغلاند ونيويورك، ووسط إنديانا من قبل المهاجرين من ولايات وسط المحيط الأطلسي ومن أوهايو المجاورة، وجنوب إنديانا من قبل المستوطنين من الولايات الجنوبية، ولا سيما كنتاكي وتينيسي.
تملك إنديانا اقتصادا متنوعا مع ناتج إجمالي للولاية يبلغ 298 مليار دولار في عام 2012. إنديانا بها العديد من المناطق الحضرية بعدد سكان يتجاوز مائة ألف نسمة وعدد من المدن الصناعية الصغيرة والبلدات. إنديانا موطن للعديد من الفرق الرياضية الكبرى والأحداث الرياضية بما في ذلك إنديانابوليس كولتس في دوري كرة القدم، إنديانا بايسرز في دوري كرة السلة، إنديانا فيفر لدوري كرة السلة للسيدات، وسباقات السيارات إنديانابوليس 500 وبريكارد 400.

## أصل التسمية
يعني اسم إنديانا «أرض الهنود»، أو ببساطة «الأرض الهندية». ويعود إلى التاريخ الإقليمي لولاية إنديانا. وفي 7 مايو عام 1800 أصدر كونغرس الولايات المتحدة تشريعًا لتقسيم الإقليم الشمالي الغربي إلى منطقتين وأطلق على القسم الغربي اسم إقليم إنديانا. وفي عام 1816 عندما أصدر الكونغرس قانونًا مخولًا لبدء عملية إنشاء ولاية إنديانا، أصبح جزء من هذه الأرض الإقليمية هو المنطقة الجغرافية للولاية الجديدة.
يعود الاستخدام الرسمي لكلمة إنديانا إلى عام 1768 إلى شركة تجارية مقرها فيلادلفيا في ولاية فرجينيا الغربية الحالية، حين منحت أرضها اسم «إنديانا» تكريما لمالكيها السابقين الإيراكوي. وفي وقت لاحق جرى نقل ملكية الأرض إلى شركة إنديانا لاند، وهو أول استخدام مسجل لكلمة إنديانا. لكن مستعمرة فرجينيا زعمت أنها المالك الشرعي للأرض لأنها تقع ضمن حدودها الجغرافية. ورفضت المحكمة العليا في الولايات المتحدة حق شركة لاند بالمطالبة بتلك الأرض في عام 1798.

### هوسير
يُعرف المواطن الأصلي أو المقيم في ولاية إنديانا باسم الهوسير، وأصل هذه الكلمة محل خلاف، لكن قدم مكتب إنديانا التاريخي وجمعية إنديانا التاريخية نظرية رائدة لها أصل في فرجينيا وكنتاكي وكارولاينا وتينيسي (جنوب المرتفعات)، وهي أن المصطلح يشير إلى الرجل المنعزل، أو الريفي الفظ، أو قاطن الريف.

## التاريخ

### السكان الأصليين
كان السكان الأوائل لما يعرف الآن بولاية إنديانا هم أسلاف الهنود، الذين وصلوا نحو 8000 قبل الميلاد بعد ذوبان الأنهار الجليدية في نهاية العصر الجليدي. وجرى تصنيف أسلاف الهنود في مجموعات صغيرة، وكانوا من الرحل الذين اصطادوا طرائد كبيرة مثل المستودون. كما صنعوا أدوات حجرية من الصخر الصواني عن طريق التقطيع والتشذيب والتقشير.
الفترة العتيقة التي بدأت بين 5000 و4000 قبل الميلاد، غطت المرحلة التالية من ثقافة السكان الأصليين. وفيها طور الناس أدوات جديدة وتقنيات لطهي الطعام، وهي خطوة مهمة في الحضارة. وتضمنت هذه الأدوات الجديدة أنواعًا مختلفة من رؤوس الرماح والسكاكين، بأشكال مختلفة من الشقوق. وقد صنعوا أدوات من الحجر الأرضي مثل الفؤوس الحجرية وأدوات النجارة وحجارة الطحن. وخلال الجزء الأخير من هذه الفترة بنوا الأكمات الترابية والمكبات، ما أظهر أن المستوطنات أصبحت أكثر ديمومة. وقد انتهت الفترة العتيقة نحو 1500 قبل الميلاد، على الرغم من أن بعض شعوب تلك الفترة بقيت حتى 700 قبل الميلاد.
بدأ عصر الغابات نحو عام 1500 قبل الميلاد عندما ظهرت سمات ثقافية جديدة. إذ ابتكر الناس صناعة الخزف والفخار ووسعوا زراعة النباتات. وكانت هناك مجموعة من فترة عصر الغابات المبكر تسمى حضارة أدنا، والتي امتلكت طقوس دفن أنيقة، حيث كانت تضم مقابر خشبية تحت أكوام ترابية. وفي منتصف فترة عصر الغابات بدأ شعب هوبويل تطوير تجارة طويلة المدى للسلع. ومع اقتراب نهاية المرحلة طور الناس زراعة عالية الإنتاجية وتكيفوا مع الزراعة، فزرعوا محاصيل مثل الذرة والقرع. انتهى عصر الغابات نحو عام 1000 ميلادي.
ثم ظهرت حضارة المسيسيبي، واستمرت منذ عام 1000 ميلادي حتى القرن الخامس عشر، وذلك قبل وقت قصير من وصول الأوروبيين. وخلال هذه المرحلة أنشأ الناس مستوطنات حضرية كبيرة مصممة وفقًا لعلمهم الكوني، مع تلال وساحات كبيرة تحدد الأماكن الاحتفالية والعامة. واعتمدت المستوطنات المركزة على الفوائض الزراعية. أحد هذه المجمعات كان موقع تلال الملاك. وكان لديهم مناطق عامة كبيرة مثل الساحات العامة وتلال المنصات، حيث يعيش القادة أو يمارسون الطقوس. وقد انهارت حضارة المسيسيبي في ولاية إنديانا خلال منتصف القرن الخامس عشر لأسباب ما تزال غير واضحة.
تحدثت القبائل الأمريكية الأصلية التاريخية في المنطقة في وقت اللقاء الأوروبي بلغات مختلفة من عائلة اللغات الألغونكوية. وكان من بينهم قبائل شاوني وميامي وإلينوي. وانضمت إليهم لاحقًا قبائل اللاجئين من المناطق الشرقية، بما في ذلك قبائل ديلاوير الذين استقروا في واديي نهري وايت ووايت ووتر.

### الاستكشاف الأوروبي والسيادة
في عام 1679 كان المستكشف الفرنسي رينيه روبير كافالييه سور دو لا سال أول أوروبي يعبر إلى ولاية إنديانا بعد وصوله إلى ساوث بند الحالية عند نهر سانت جوزيف. وعاد في العام التالي للتعرف على المنطقة. وسرعان ما وصل تجار الفراء الفرنسيون الكنديون، وجلبوا البطانيات والمجوهرات والأدوات والويسكي والأسلحة لتجارة الجلود مع الأمريكيين الأصليين.
بحلول عام 1702 أنشأ السيور جوتشيرو أول مركز تجاري بالقرب من فينسينس. وفي عام 1715 بنى السيور دي فينسينس حصن ميامي في كيكيونغا، الآن فورت واين. وفي عام 1717 بنى كندي آخر هو بيكوت دي بيليتر حصن أوياتينون على نهر واباش، لمحاولة السيطرة على طرق التجارة الأمريكية الأصلية من بحيرة إري إلى نهر المسيسيبي.
في عام 1732 بنى السيور دي فينسينس مركزًا ثانيًا لتجارة الفراء في فينسينس. وعاد المستوطنون الكنديون الفرنسيون الذين تركوا الموقع السابق بسبب الأعمال العدائية بأعداد أكبر. وفي غضون سنوات قليلة وصل المستعمرون البريطانيون من الشرق وتنافسوا ضد الكنديين للسيطرة على تجارة الفراء المربحة. ونتيجة لذلك استمر الاقتتال بين المستعمرين الفرنسيين والبريطانيين طوال خمسينيات القرن الثامن عشر.
وقفت قبائل إنديانا الأمريكية الأصلية إلى جانب الكنديين الفرنسيين خلال الحرب الفرنسية والهندية (المعروفة أيضًا باسم حرب السنوات السبع). ومع النصر البريطاني عام 1763 اضطر الفرنسيون إلى التنازل للتاج البريطاني عن جميع أراضيهم في أمريكا الشمالية شرق نهر المسيسيبي وشمال وغرب المستعمرات.
لم تستسلم القبائل في ولاية إنديانا: فقد استولت على حصن أوياتينون وحصن ميامي أثناء تمرد بونتياك. وخصص الإعلان الملكي البريطاني لعام 1763 الأرض الواقعة غرب جبال الأبالاش لاستخدام الأمريكيين الأصليين، واستبعد المستعمرين البريطانيين من المنطقة، التي أطلق التاج عليها اسم «الإقليم الهندي».
في عام 1775 بدأت الحرب الثورية الأمريكية عندما سعى المستعمرون إلى الحكم الذاتي والاستقلال عن البريطانيين. ووقعت معظم المعارك بالقرب من الساحل الشرقي، لكن الضابط الوطني العسكري جورج روجرز كلارك دعا إلى تشكيل جيش للمساعدة في محاربة البريطانيين في الغرب. وانتصر جيش كلارك في معارك كبيرة واستولى على فينسينس وفورت ساكفيل في 25 فبراير من عام 1779.
خلال الحرب تمكن كلارك من قطع الطريق على القوات البريطانية التي كانت تهاجم المستعمرين الشرقيين من الغرب. وغالبًا ما يُنسب إلى نجاحه تغيير مسار الحرب الثورية الأمريكية. وفي نهاية الحرب، ومن خلال معاهدة باريس، تنازل التاج البريطاني عن مطالباته بالأرض الواقعة جنوب البحيرات العظمى إلى الولايات المتحدة المشكلة حديثًا، بما في ذلك أراضي الأمريكيين الأصليين.

## الاقتصاد
تضم إنديانا العواصم (المراكز) الوطنية للصناعات التالية:
- ساوث بند: صناعة الفرامل للسيارات والطائرات. وتتزعمها شركة «هني ويل» والتي تنتج مكونات أخرى للسيارات والطائرات بالمنطقة. وذلك لقربها من دترويت عاصمة صناعة السيارات.
- غاري (إنديانا): عاصمة صناعة الشاحنات من قبل شركة فورد وجنرال موتورز. وذلك لقربها من دترويت عاصمة صناعة السيارات.
- وارسو، إنديانا: عاصمة صناعة مستزرعات العظام Orthopedic Implants التكميلية (مثل ركبة صناعية ومفصل الفخذ). وفيها أكبر شركتين في العالم في هذا المجال: زيمر ودي بوي.

وكذلك فإن انديانا تمتلك أكبر محال الساعات والمجوهرات في العالم.

## أهم الجامعات
- جامعة نوتردام: التي تشتهر بفريقها لكرة القدم الأمريكية.
- جامعة انديانا: لها تسعة فروع ومقرها الرئيسي في مدينه بلومنقتون.

## وصلات خارجية
- حكومة إنديانا
- شعارات ولاية إنديانا
- مكتب إحصاء السكاني
- جرائد إنديانا